# Liste der Äbte von Hemiksem
Die folgenden Personen waren Äbte von Hemiksem:
| Abt                                                                | Amtszeit                                           | Bedeutende Ereignisse der Klostergeschichte |
| ------------------------------------------------------------------ | -------------------------------------------------- | --- |
| Hugues                                                             | † 1243                                             | 1238 Gründung des Klosters Vremde |
| Gosuin Dryeman                                                     | † 1248                                             | 1246 Gründung des Klosters Hemiksem |
| Baudouin                                                           | † 1254                                             | |
| Guillaume                                                          | † 1259                                             | |
| Arnulf de Ghistelles                                               | wohl bis 1267                                      | später Pior bis 1270, danach Abt von Villers |
| Guillaume de Diepenbeek                                            | † 1276 (?)                                         | |
| Henri de Melsbroeck                                                | † 1296                                             | |
| Jacques de Walhem                                                  | bis 1303                                           | verstorben 1308 |
| Raduard de Malines                                                 | 1303–1308                                          | danach Abt von Villers |
| Henri de Pulle                                                     | † 1311                                             | |
| Raduard de Malines                                                 | † 1311                                             | zum zweiten Mal Abt von Hemiksem |
| Jean de Maire                                                      | 1311–1315                                          | danach Abt von Villers, verstorben 1317 |
| Guillaume Speliaert                                                | 1319                                               | |
| Jean de Steenberghe                                                | ?                                                  | |
| Henri Banaert                                                      | 1331                                               | |
| Gosuin Rym                                                         | musste vor seinem Tod 1353 zurücktreten            | |
| Guillaume de Mortere                                               | musste zwischen 1355 und 1360 zurücktreten, † 1376 | |
| Jean de Wesele                                                     | genannt 1369 und † 1397                            | |
| Jordan d'Aerschot                                                  | † 1390                                             | |
| Jean de Turnhout                                                   | † 1397                                             | |
| Pierre de Santvliet                                                | genannt 1415, musste zurücktreten, † 1426          | |
| Pierre de Gorichem                                                 | † 1431                                             | |
| Pierre de Breda                                                    | † 1453                                             | |
| Gérard de Donck oder Dunis                                         | zurückgetreten 1468, † 1473                        | |
| Martin Blyleven                                                    | † 1498                                             | |
| Rombaut d'Eppeghem                                                 | † 1504                                             | |
| Jean Gros oder Guillaume                                           | † 1506 (?)                                         | |
| Pierre Cops oder Coels                                             | † 1518                                             | |
| Marc Cruyt oder Pierre (?)                                         | † 1536                                             | |
| Jacques van der Meeren                                             | † 1559                                             | |
| Thomas van Thielt                                                  | vom Papst nicht anerkannt und abtrünnig, † 1568    | |
| Franciscus Sonnius                                                 | † 1576                                             | Bischof von Antwerpen und erster Kommendatarabt, nahm die Abtei 1570 im eigenen Namen in Besitz |
| Jean van der Noot                                                  | gewählt 1578                                       | gewählt während der Belagerung der Stadt Antwerpen und der Unterdrückung des Bistums durch die Generalstaaten. Ab 1585 nur noch für die Temporalia, die Spiritualia wurden Ambroise van den Driesche anvertraut |
| Laevinus Torrentius (Liévin van der Beken) (Bischof von Antwerpen) | 1586–1595                                          | |
| Guillaume de Berghes (Bischof von Antwerpen)                       | 1597–1601                                          | |
| Jean Miraeus (Le Mire) (Bischof von Antwerpen)                     | 1603–1611                                          | |
| Malderus (Jean van Malderen) (Bischof von Antwerpen)               | 1611–1633                                          | |
| Nemius (Gaspard du Bois), (Bischof von Antwerpen)                  | 1634–1651                                          | |
| Jean van Heymissem                                                 | 1621–1678                                          | |
| Antoine van Spanoghe                                               | † 1716                                             | |
| Corneille Adriaenssens                                             | † 1721                                             | |
| Gérard Rubens                                                      | † 1736                                             | |
| Jean Bruyndonckx                                                   | † 1780                                             | |
| Corneille Neefs                                                    | † 1790                                             | |
| Raphaël Seghers                                                    | † 1810                                             | |